# ويليام هامبتون باتون
ويليام هامبتون باتون (بالإنجليزية: William Hampton Patton)‏ هو عالم حيوانات وعالم حشرات أمريكي، ولد في 10 مارس 1853 في واتربوري في الولايات المتحدة، وتوفي في 26 ديسمبر 1918 في هارتفورد في الولايات المتحدة بسبب داء قلبي صمامي وتصلب شرياني.